# Vacanze di Natale '95
Vacanze di Natale '95 è un film italiano del 1995 diretto da Neri Parenti, qui al suo esordio alla regia di un cinepanettone.

## Trama
Remo Proietti e Lorenzo Colombo sono due italiani che trascorrono le vacanze di Natale ad Aspen, in Colorado. Kelly, moglie di Remo, ha lasciato il marito a causa del vizio del gioco ma quest'ultimo, essendosi dichiarato follemente innamorato di lei, rinuncia a un viaggio con gli amici per cercare di riconciliarsi con la moglie in America. Lorenzo, separato, è andato ad Aspen per cercare di far avverare il sogno della figlia adolescente Marta (ribelle e con cui ha un rapporto conflittuale), ovvero quello di conoscere Luke Perry, il Dylan della serie Beverly Hills 90210.
Remo e Lorenzo si incontrano poiché accidentalmente vengono scambiate le valigie della moglie e della figlia, ma il loro viaggio sarà ricco di svariate disavventure. Il primo incontra un vecchio amico, "Paolone", che, dopo averlo convinto a giocare a poker e averlo battuto, gli propone di portarsi a letto la moglie Kelly per cancellargli il debito. Il secondo, dopo essere riuscito a conoscere Luke Perry per far felice sua figlia, incapperà in varie disavventure con una scellerata signorina, sino a finire in prigione per atti osceni in luogo pubblico, riuscendo poi a uscirne.
Remo nel frattempo rifiuta la "proposta indecente" del suo amico ma quando scopre che la moglie ha una sorella gemella (Michelle) che fa la spogliarellista, propone a quest'ultima di andare con Paolone, spacciandola per Kelly, per azzerare il suo debito di gioco. La sorella accetta ma il giorno dell'incontro viene arrestata per atti osceni. Sarà poi la moglie di Remo a scoprire tutto e ad estinguere il debito del marito facendogli credere di essere andata a letto con Paolone, in realtà pagando con una vincita di Remo alla lotteria, mentre Lorenzo riesce finalmente a presentare Luke a Marta con cui inizia ad avere buoni rapporti. Le vacanze così finiscono e tutti ritornano in Italia.
Sei mesi dopo, i personaggi partono per una nuova vacanza in America: Kelly, nuovamente arrabbiata con Remo per altre scommesse di gioco, lo perdona ancora mentre Lorenzo accompagna Marta, ormai divenuta fan di Brad Pitt, per farla studiare; qui Lorenzo e Remo si incontrano e, notando che niente è cambiato, abbandonano moglie e figlia per farsi insieme una vacanza in Brasile.

## Curiosità
- Nel cast ci sarebbe dovuta essere anche l'allora esordiente Charlize Theron, ma prima dell'inizio delle riprese si ruppe una gamba, e non poté prendervi parte.[1][2]
- La scena del locale gay, con Boldi completamente nudo che sfugge alla polizia, è ispirata alla serie di film Scuola di polizia, in particolar modo al terzo capitolo.
- La scena iniziale subito dopo i titoli di coda, è stata girata a San Martino al Cimino, un paese della provincia di Viterbo. Nella scena però è indicato è con il nome di Busto Arsizio.

## Colonna sonora
- Stayin' alive - N-Trance feat. Ricardo Da Force
- Me and You - Alexia
- Relight My Fire - Take That
- Everything Changes - Take That
- Back for Good - Take That
- No More "I Love You's" - Annie Lennox
- Scatman's World - John Scatman
- Hideaway - De'Lacy
- Last Christmas - Wham!

## Luoghi delle riprese
- Quartiere Coppedè di Roma[3].

- San Martino al Cimino

## Distribuzione
Il film è uscito nelle sale Italiane il 14 dicembre 1995.